# Hispano-Suiza Tipo 23
Der Hispano-Suiza Tipo 23 ist ein Pkw-Modell. Alternative Bezeichnungen sind Hispano-Suiza 30 HP de Luxe und Hispano-Suiza 30–90 HP. La Hispano-Suiza stellte die Fahrzeuge im spanischen Barcelona her.

## Beschreibung
Die Bauzeit war von 1913 bis 1914. Als Vorgänger kann der Hispano-Suiza 40–50 HP angesehen werden und der Hispano-Suiza H 6 als Nachfolger. Der Spitzkühler war auffallend.
Der wassergekühlte Vierzylindermotor war vorn im Fahrgestell eingebaut und trieb über eine Kardanwelle die Hinterachse an. 100 mm Bohrung und 180 mm Hub ergaben 5655 cm³ Hubraum. Der Motor leistete 80 PS (59 kW). Er war eine Neukonstruktion mit moderner Ventilsteuerung im Kopf, bei der jedoch der untere Teil des Triebwerks unverändert blieb. Das harmonierte nicht, der Motor machte Probleme.
Im Vereinigten Königreich wurde das Fahrzeug auch 30/90 HP genannt und war mit 24,8 RAC Horsepower eingestuft.
Die angebotenen Fahrgestelle entsprachen denen der schwächeren Hispano-Suiza Type 21 und Hispano-Suiza Type 22, die allesamt auch als De Luxe bezeichnet wurden. Das kleinste hatte 266 cm Radstand, 124 cm Spurweite und wog 900 kg. Das mittlere hatte 300 cm Radstand und 140 cm Spurweite bei 950 kg Gewicht. Das längste war 25 cm länger bei gleicher Spurweite und 50 kg schwerer. Mindestens ein Fahrzeug war als Tourenwagen karossiert.

## Produktionszahlen
Insgesamt entstanden fünf Fahrzeuge.